# Semana de Música Antigua de Estella
La Semana de Música Antigua de Estella (SMADE) es un evento anual organizado conjuntamente por la Dirección General de Cultura del Gobierno de Navarra y la Fundación Baluarte, que ofrece, cada año, una muestra de la mejor música antigua europea medieval, renacentista y barroca, producida en el ámbito local, nacional e internacional. La SMADE, que se inscribe dentro del circuito de festivales FestClásica de la Asociación Española de Festivales de Música Clásica, entró en funcionamiento en 1967.
Las jornadas comenzaron en 1967 cuando Fernando Remacha, el que fuera su ideólogo y organizador, invitó al grupo alemán "Studio der Früh Musik" de Múnich para actuar en Estella en unos conciertos que transcurrieron paralelos a la Semana de Estudios Medievales, que se celebraba en esa localidad desde 1963 por iniciativa de la Asociación de Amigos del Camino de Santiago de Estella, y que a partir de 1966 tuvo el apoyo de la Institución Príncipe de Viana, dependiendo de la Diputación Foral de Navarra. Así comenzó la marcha de este festival pionero en España que se ha celebrado de forma ininterrumpida hasta la actualidad, con un paréntesis entre 1982 y 1987.
Desde 2017 el responsable de la dirección artística es Iñigo Alberdi Amasorrain. El 2019, coincidiendo con la celebración del 50 aniversario, se editó un libro que analiza su historia.